# Topobea barbata
Topobea barbata är en tvåhjärtbladig växtart som beskrevs av Henry Allan Gleason. Topobea barbata ingår i släktet Topobea och familjen Melastomataceae. Inga underarter finns listade i Catalogue of Life.